# O Juízo
O Juízo é um filme brasileiro de 2019 escrito por Fernanda Torres e dirigido por Andrucha Waddington, lançado em 5 de dezembro de 2019 pela Paris Filmes. Estrelado por Fernanda Montenegro, Felipe Camargo, Carol Castro, Lima Duarte e Criolo.

## Elenco
- Fernanda Montenegro como Marta Amarantes
- Felipe Camargo como Augusto
- Carol Castro como Tereza
- Criolo como Couraça
- Lima Duarte como Costa Breves
- Joaquim Torres Waddington como Marinho
- Kênia Bárbara como Ana
- Fernando Eiras como Dr. Lauro

## Produção
O filme teve várias cenas rodadas no município de Barra do Piraí no sul do estado do Rio de Janeiro.

## Prêmios e Indicações
| Ano  | Prêmio                             | Categoria            | Recipiente(s) | Resultado | Ref.  |
| ---- | ---------------------------------- | -------------------- | ------------- | --------- | ----- |
| 2020 | Grande Prêmio do Cinema Brasileiro | Melhor Trilha Sonora | Antônio Pinto | Indicado  | [ 5 ] |